# Marathon Grand Championship 2019
Der Marathon Grand Championship 2019 (japanisch マラソングランドチャンピオンシップ; Abkürzung MGC) war ein Marathonlauf mit dem Ziel, die japanischen Teilnehmer für die Olympischen Spiele 2020 in Tokio in dieser Disziplin zu bestimmen. Bei dem am 15. September 2019 vom nationalen Leichtathletikverband JAAF ausgerichteten Wettbewerb traten infrage kommende Läufer erstmals gegeneinander an, nachdem die Selektion zuvor alleine dem Verband oblag. Während sich die ersten zwei Läufer und Läuferinnen im Ziel sicher qualifizierten, war der dritte Startplatz allerdings auch nach dem Rennen noch vakant und konnte sich mit einer schnellen Zeit erlaufen werden. Dem Marathon Grand Championship voraus ging ein über zweieinhalb Jahre andauernder Zeitraum, in dem sich Athleten für die Teilnahme qualifizieren konnten.

## Hintergrund
Für eine Teilnahme an den Olympischen Spielen müssen Athleten zumeist eine Qualifikationsnorm unterbieten oder andere Voraussetzungen erfüllen. Gleichzeitig ist die Anzahl an verfügbaren Startplätzen pro Nation beschränkt. In der Leichtathletik sind pro Einzeldisziplin standardgemäß drei Startplätze verfügbar; bei mehr Qualifizierten in einem Land wird national entschieden, wer teilnehmen darf. In Japan erfolgte diese Entscheidung in der national sehr populären Disziplin Marathonlauf bis dato durch ein Komitee des japanischen Leichtathletikverbandes (JAAF), welches die Teilnehmer an Olympischen Spielen oder anderen internationalen Meisterschaften beruhend auf Ergebnissen bei bestimmten Selektionsrennen und vorherigen internationalen Meisterschaften auswählte. Dies konnte aufgrund der dem System innewohnenden subjektiven Komponente immer wieder zu umstrittenen Entscheidungen führen – so wurde beispielsweise 2004 die amtierende Olympiasiegerin Naoko Takahashi nicht nominiert. Im Vorfeld der Olympischen Spiele im eigenen Land führte die JAAF nun erstmals ein System ein, mit dem die Teilnehmer anhand vorher festgelegter Kriterien ausgewählt wurden. Ähnlich den Olympic Trials in den Vereinigten Staaten konnten sich dabei Läufer für ein am 15. September abgehaltenes Auswahlrennen – dem Marathon Grand Championship – qualifizieren, wobei die Teilnahmevoraussetzungen deutlich strenger als in den USA waren und sich unter bestimmten Voraussetzungen auch nach dem MGC-Rennen noch Veränderungen im Olympiateam ergeben konnten. Der gewählte Kurs in Tokio entsprach weitestgehend dem geplanten Streckenverlauf der Marathonläufe bei den Olympischen Spielen im Folgejahr.

## Regularien

### Qualifikation
Die Qualifikation für den Marathon Grand Championship erfolgte über zwei Systeme. Einerseits wurde eine sogenannte MGC Series geschaffen, bei der sich Läufer über vorgegebene Platzierungs- und Zeitvorgaben bei großen einheimischen Marathonläufen qualifizieren konnten; anderseits war unter bestimmten Voraussetzungen auch eine Teilnahme über eine sogenannte Wildcard möglich.

#### MGC Series
Bei den folgenden Rennen konnten von 2017 bis 2019 unter den aufgeführten Voraussetzungen eine Teilnahme erlaufen werden. Die Serie begann mit dem Hokkaido-Marathon am 27. August 2017 und endete mit dem Biwa-See-Marathon sowie dem Nagoya Women’s Marathon am 10. März 2019, sodass jede der jährlich ausgetragenen Veranstaltungen zweimal als Qualifikationsrennen diente. Die zu erreichenden Platzierungsvorgaben beziehen sich auf das nationale Ranking im Gesamteinlauf, wobei bereits qualifizierte Läufer nicht dazuzählten. Aufgrund der japanischen Tradition getrennter Männer- und Frauenmarathons im Elitebereich konnte sich zumeist nur ein Geschlecht pro Veranstaltung qualifizieren. Die im Vergleich langsameren Zeiten beim Hokkaido-Marathon erklären sich durch den Austragungszeitpunkt im japanischen Sommer, durch den die Veranstaltung zumeist bei schwülwarmen Wetter stattfindet.
| Monat              | Veranstaltung           | Geschlecht | Normen (nationales Ranking)                     |
| ------------------ | ----------------------- | ---------- | ----------------------------------------------- |
| August             | Hokkaido-Marathon       | Männer     | 2:15:00 h (Platz 1) 2:13:00 h (bis Platz 6)     |
| August             | Hokkaido-Marathon       | Frauen     | 2:32:00 h (Platz 1) 2:30:00 h (bis Platz 6)     |
| November/ Dezember | Saitama-Marathon        | Frauen     | 2:29:00 h (bis Platz 3) 2:28:00 h (bis Platz 6) |
| Dezember           | Fukuoka-Marathon        | Männer     | 2:11:00 h (bis Platz 3) 2:10:10 h (bis Platz 6) |
| Januar             | Osaka Women’s Marathon  | Frauen     | 2:28:00 h (bis Platz 3) 2:27:00 h (bis Platz 6) |
| Februar            | Beppu-Oita-Marathon     | Männer     | 2:11:00 h (Platz 1) 2:10:00 h (bis Platz 6)     |
| Februar            | Tokio-Marathon          | Männer     | 2:11:00 h (bis Platz 3) 2:10:00 h (bis Platz 6) |
| März               | Biwa-See-Marathon       | Männer     | 2:11:00 h (bis Platz 3) 2:10:00 h (bis Platz 6) |
| März               | Nagoya Women’s Marathon | Frauen     | 2:28:00 h (bis Platz 3) 2:27:00 h (bis Platz 6) |

#### Wildcard
Über die Wildcard-Option konnten sich Läufer qualifizieren, die im Zeitraum vom 1. August 2017 bis zum 30. April 2019 auf Männerseite schneller als 2:08:30 h und bei den Frauen schneller als 2:24:00 h liefen oder deren zwei schnellste Marathons in dieser Periode im Schnitt schneller als 2:11:00 h bzw. 2:28:00 h waren. Dieses Kriterium war nicht an Rennen der MGC Series gebunden, Voraussetzung waren nur vom Weltleichtathletikverband IAAF als weltrekordtauglich zertifizierte Strecken. Des Weiteren gingen Wildcards an Läufer, die sich bei den Weltmeisterschaften 2017 in London in den Top 8 oder bei den Asienspielen 2018 in den Top 3 platzierten. Diese Kriterien kamen aber nicht zum Zuge, weil bei den Weltmeisterschaften keinen japanischen Athleten ein Platz unter den besten acht gelang und bei den Asienspielen zwar Hiroto Inoue und Keiko Nogami auf dem Podest landeten, beide sich aber schon zuvor qualifiziert hatten. Ebenfalls nicht zum Einsatz kam die letzte Wildcard-Regel, nach der ein Komitee bei durch schlechtes Wetter oder anderen Umstände beeinflussten Rennen der MGC Series einzelnen Athleten die Startberechtigung erteilen hätte können, soweit bei einem solchen Rennen keinem einzigen Athleten die Qualifikation gelungen war.

### Olympianominierung
Direkt qualifiziert für die Olympischen Spiele waren nach den Regularien zunächst nur die Sieger. Ein weiterer Startplatz pro Geschlecht ging an die zweitplatzierten Athleten, solange die drittplatzierten Athleten nicht eine vorher festgelegte Richtzeit im MGC-Qualifikationszeitraum unterboten hatten (2:05:30 h bei den Männer, 2:21:00 h bei den Frauen), wodurch dann diese trotz ihrer Niederlage im direkten Duell ins Team gerutscht wären. Hätten allerdings beide Athleten diese Zeiten unterboten, wäre der beim MGC Bessere gesetzt gewesen. Da aber sowohl bei den Männern als auch bei den Frauen keinem Läufer eine solche Zeit gelang – besonders die Männerzeit gut 45 s unter dem damaligen Nationalrekord wurde strikt gesetzt – war schon im Vorhinein klar, dass auch die auf Platz 2 einlaufenden Athleten sich ihres Tickets sicher sein konnten. Abwarten mussten die drittplatzierten Läufer, denn sie konnten bis in den März 2020 im Rahmen der MGC Final Challenge noch von Läufern verdrängt werden, die bei bestimmten einheimischen Marathonläufen schneller als die besten im MGC-Qualifikationszeitraum erzielten Zeiten liefen. Die zwei besten nicht direkt nominierten Läufer vom MGC blieb die Rolle als Ersatzläufer. Der japanische Leichtathletikverband hält es sich in Fällen von unzureichender Fitness aufgrund von Verletzungen oder anderen Gründen vor, einen der Ersatzläufer anstelle eines eigentlich selektierten Läufers zu nominieren.
Der Weltleichtathletikverband IAAF garantierte den Top 5 des MGC im Vorhinein ein Startrecht für Olympia, sodass eventuell nicht erfüllte internationale Olympianormen (2:11:30 h und 2:29:30 h) nicht in den Selektionsprozess eingegriffen hätten.

## Strecke

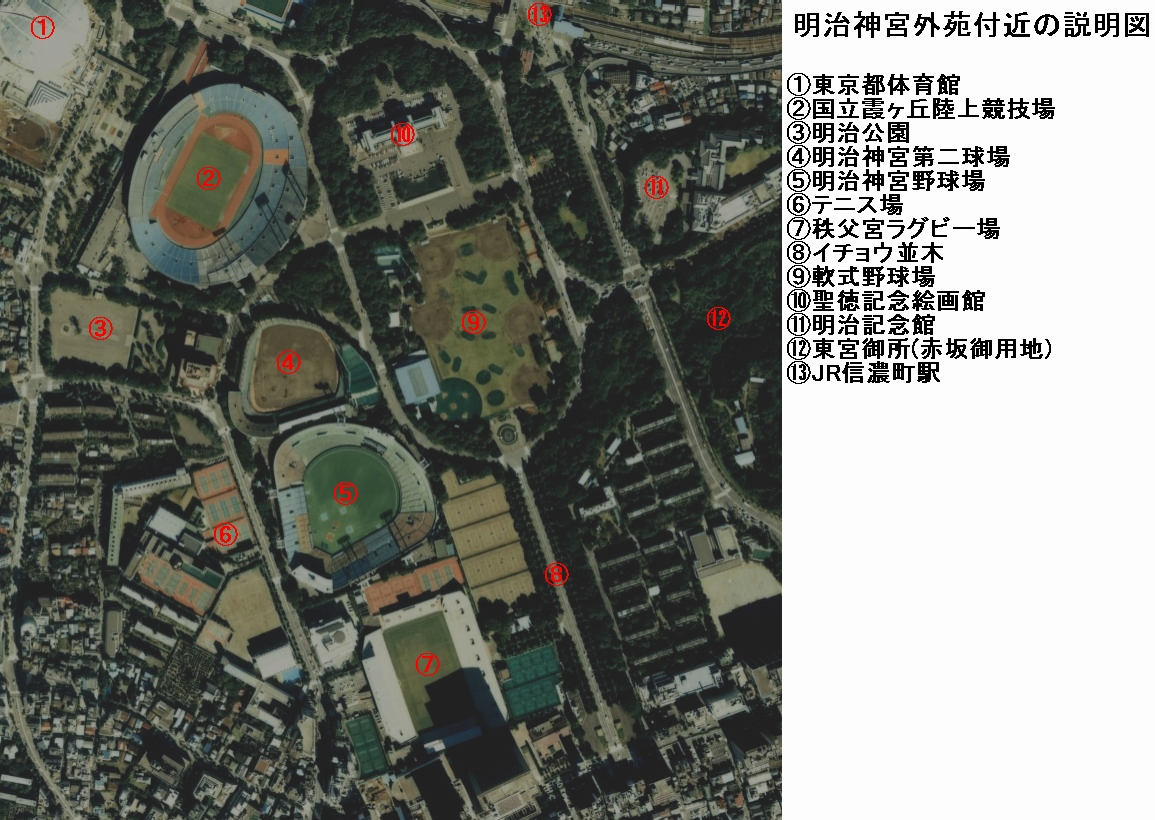
Beschriftete Luftbildaufnahme des Zielbereichs aus dem Jahr 1989 mit der Icho-Namiki-Allee (8) und dem Nationalstadion (2)

Veranstaltungsort des Marathon Grand Championship war Tokio, die Strecke entsprach weitestgehend dem ursprünglich geplanten Olympiakurs, der später im Jahr wegen Hitzebedenken nach Sapporo verschoben wurde. Abweichend von diesem Kurs lagen Start und Ziel nicht im noch nicht fertiggestellten Nationalstadion, sondern nahegelegen auf der Icho-Namiki-Allee in der Anlage Meiji-jingu Gaien. Auf dem Weg wurden Sehenswürdigkeiten wie das Kaminari-mon, der Stadtteil Ginza, der Kaiserpalast, der Tempel Zojo-ji und die Brücke Nihombashi passiert. Die ersten etwa fünf Kilometer hatten ein Gefälle von ungefähr dreißig Höhenmetern, die am Ende identisch wieder zurück bewältigt werden mussten. Dazwischen war das Höhenprofil relativ flach.

## Qualifizierte Läufer
Insgesamt qualifizierten sich 34 Läufer und 15 Läuferinnen für den Marathon Grand Championship. Als letzter Läufer gelangte Kengo Suzuki ins Feld, der am 28. April 2019 zusammen mit einigen Landsleuten zwei Tage vor Schluss des Qualizeitraums den Hamburg-Marathon lief und am Ende drei Sekunden unter der Zeit blieb, die er für eine Wildcard über den Schnitt der zwei schnellsten Zeiten benötigte. Ähnlich knapp verpasste dahingegen Takuya Noguchi die Teilnahme, dessen Sieg 2017 beim Gold-Coast-Marathon in 2:08:59 h noch einen Monat vor diesem Zeitraum erfolgte und dem danach drei Sekunden für eben jene Wildcard-Option fehlten. Bei den Frauen war Yukari Abe beim Osaka Women’s Marathon 2019 nach 2:28:02 h zwei Sekunden zu spät im Ziel für die Qualifikation.
Die meisten qualifizierten Läufer gehörten wie in Japan üblich einem Firmenteam an, bei deren Sponsor sie typischerweise für einige Arbeitsstunden einer belastungsarmen Tätigkeit nachgehen, sonst aber als Laufprofis bezahlt werden. Ausnahmen davon waren Suguru Ōsako, der für das US-amerikanische Nike Oregon Project startete, der als Amateur antretende Yūki Kawauchi und Daichi Kamino sowie Reia Iwade, die außerhalb des Firmenteam-Systems ihre persönlichen Sponsoren repräsentierten. Kensuke Horio qualifizierte sich noch als Student der Chuo-Universität für die Teilnahme, war zum Zeitpunkt des MGC-Rennens aber bereits Teil des Firmenteams von Toyota. Bei den Männern war Daisuke Uekado der einzige Läufer, der eine Universität außerhalb der Kanto-Region besuchte, deren Universitäten wegen des auf diese Region beschränkten Hakone Ekiden für gewöhnlich die besten Läufer des Landes an sich ziehen. Drei Läufer besuchten derweil keine Universität, sondern schlossen sich direkt nach der Oberschule einem Firmenteam an, während bei den Frauen ohne ein mit der Popularität des Hakone Ekiden vergleichbares Universitäts-Ekiden-Rennen mit Ayuko Suzuki und Sairi Maeda nur zwei Läuferinnen an eine Universität gingen. Die jüngsten Läufer im Feld waren die zum Zeitpunkt des MGC 22-jährige Mao Ichiyama und der 23-jährige Kensuke Horio, am ältesten waren die viermalige Olympiateilnehmerin Kayoko Fukushi (37) und Masato Imai (35).
In den folgenden Tabellen sind die Athleten, denen die Qualifikation für den Marathon Grand Championship gelang, chronologisch nach dem erstmaligen Erfüllen der Teilnahmevoraussetzungen aufgeführt. Athleten, den dies mehr als einmal gelang, sind somit nicht mehrfach gelistet, zumal sie bei Rennen der MGC Series danach auch nicht mehr für das nationale Ranking zählten. Die angegebenen Bestzeiten (PB) bezieht sich auf das Austragungsdatum des MGC, können also auch nach der Qualifikation für diesen gelaufen worden sein.

### Männer

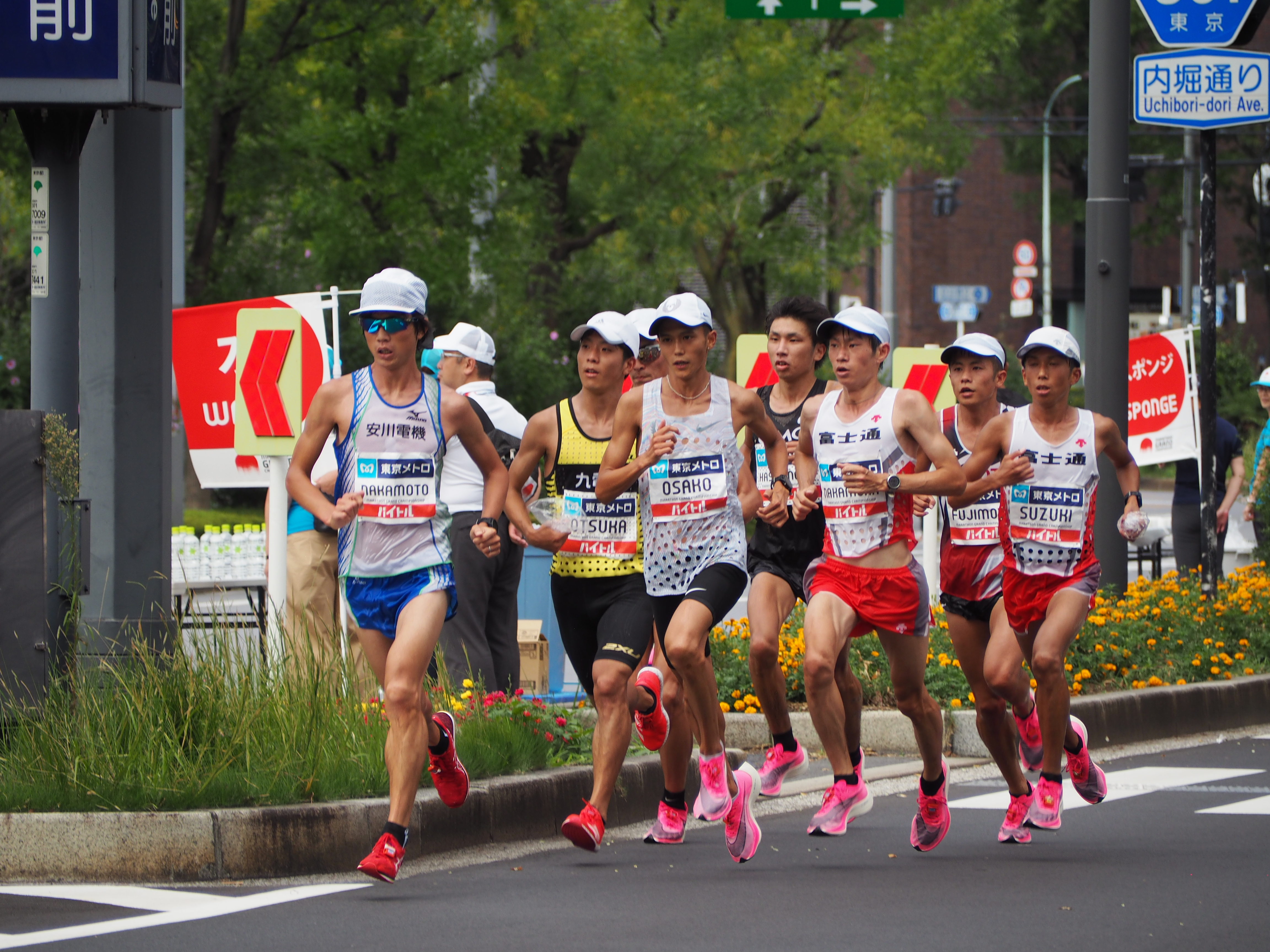
Verfolger- und spätere Führungsgruppe mit Nakamoto, Otsuka, Ōsako, Hashimoto, Nakamura, Fujimoto und Suzuki (v. l. n. r.)

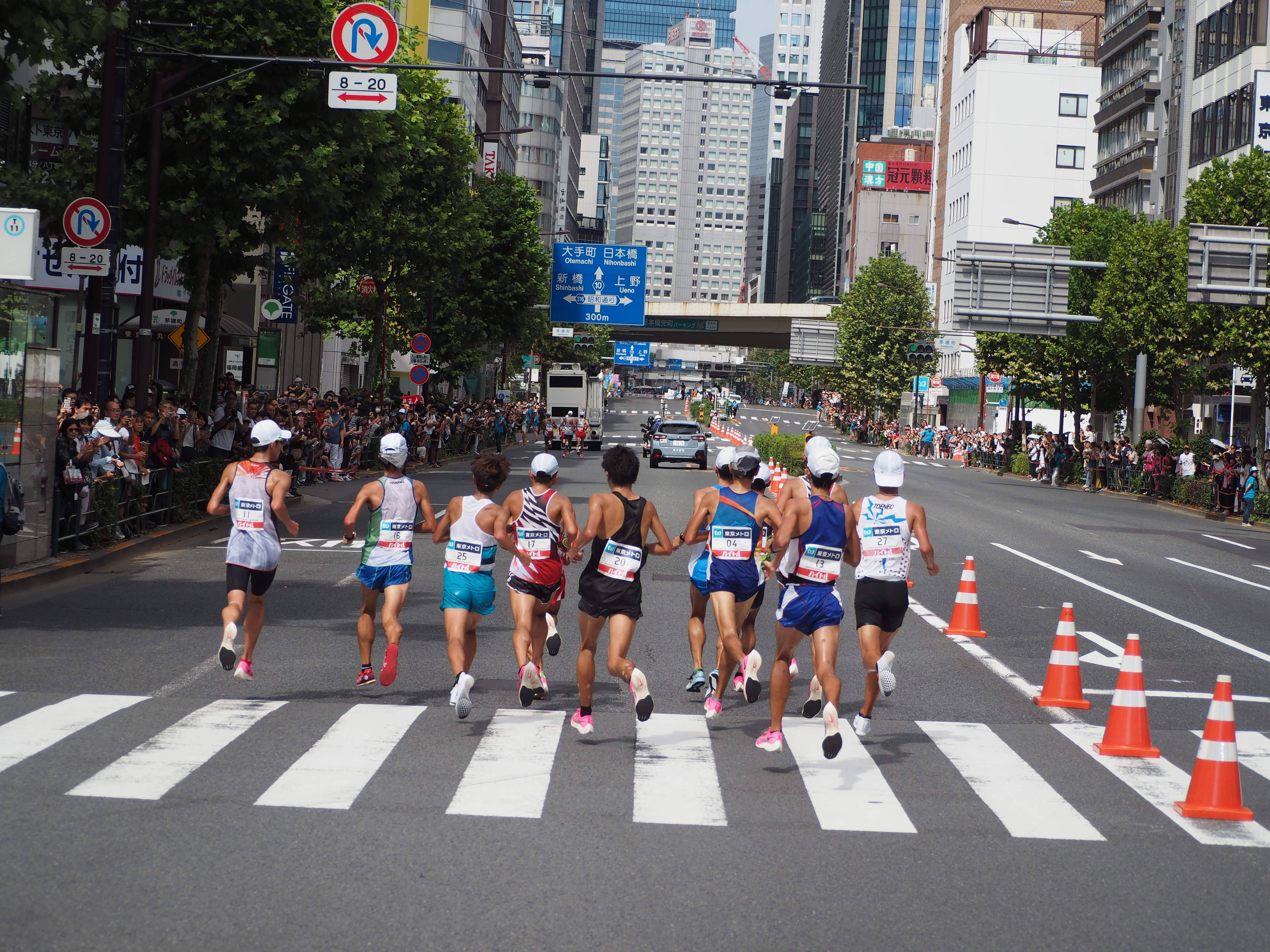
Verfolgergruppe zu einem früheren Zeitpunkt, etwas abgesetzt im Vordergrund hatten sich zu diesem Zeitpunkt Hattori, Suzuki, Ōsako und Nakamura

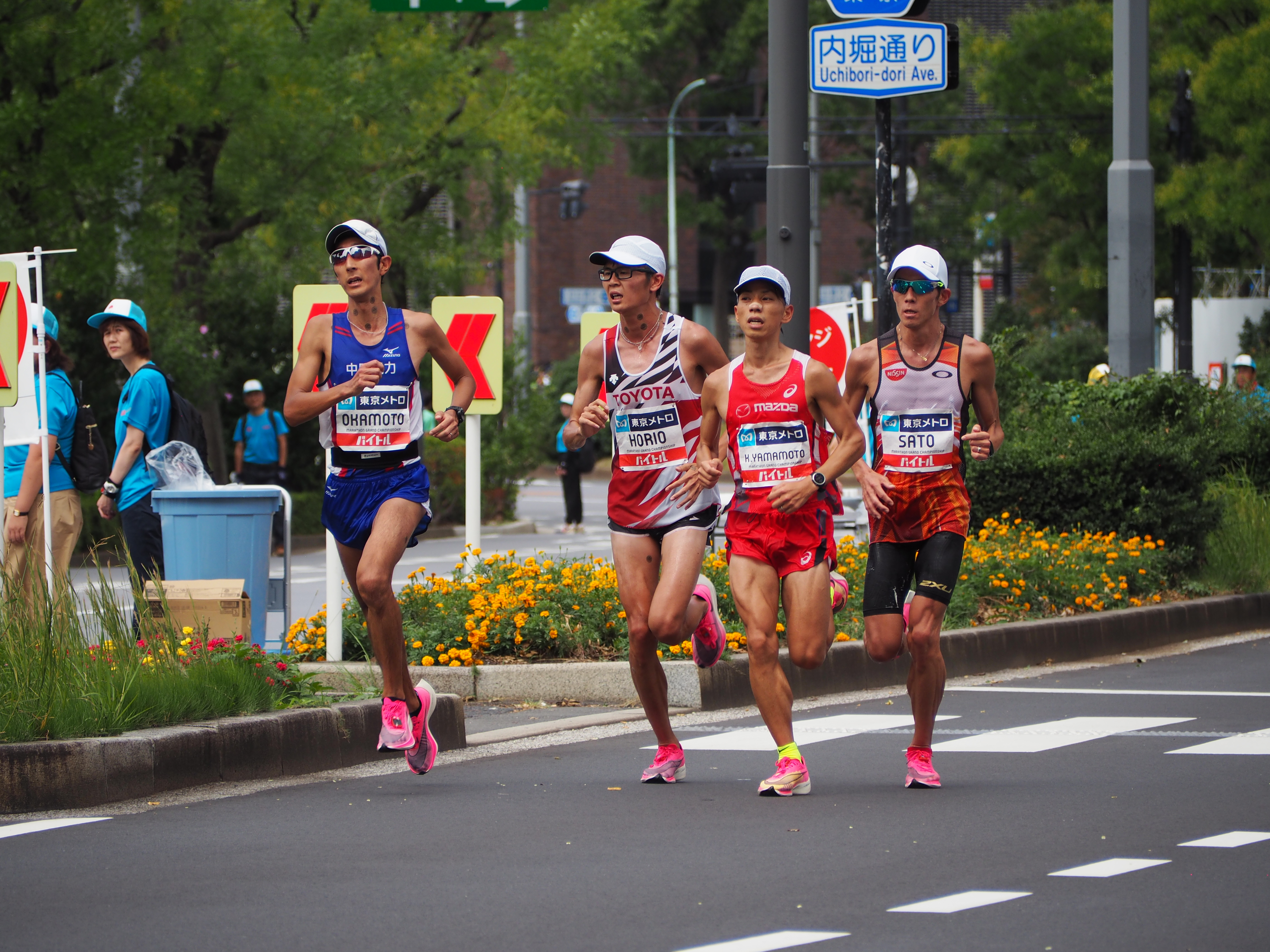
Okamoto, Horio, K. Yamamoto und Satō

 Wildcard
| Nr. | Läufer             | Team                     | PB      | Lauf                       | Zeit    | Ref    |
| --- | ------------------ | ------------------------ | ------- | -------------------------- | ------- | ------ |
| 1   | Akinobu Murasawa   | Nissin Foods             | 2:09:47 | Hokkaido-Marathon 2017     | 2:14:48 | [ 21 ] |
| 2   | Suguru Ōsako       | Nike Oregon Project      | 2:05:50 | Fukuoka-Marathon 2017      | 2:07:19 | [ 22 ] |
| 3   | Daisuke Uuekado    | Otsuka Pharma            | 2:09:27 | Fukuoka-Marathon 2017      | 2:09:27 | [ 23 ] |
| 4   | Yoshiki Takenouchi | NTT West                 | 2:10:01 | Fukuoka-Marathon 2017      | 2:10:01 | [ 24 ] |
| 5   | Yūki Kawauchi      | Saitama Pref. Government | 2:08:14 | Fukuoka-Marathon 2017      | 2:10:53 | [ 25 ] |
| 5   | Yūki Kawauchi      | Saitama Pref. Government | 2:08:14 | Hofu-Yomiuri-Marathon 2017 | 2:10:03 | [ 25 ] |
| 6   | Hayato Sonoda      | Krosaki Harima           | 2:09:34 | Beppu-Oita-Marathon 2018   | 2:09:34 | [ 26 ] |
| 7   | Yūta Shitara       | Honda                    | 2:06:11 | Tokio-Marathon 2018        | 2:06:11 | [ 27 ] |
| 8   | Hiroto Inoue       | MHPS                     | 2:06:54 | Tokio-Marathon 2018        | 2:06:54 | [ 28 ] |
| 9   | Ryo Kiname         | MHPS                     | 2:08:08 | Tokio-Marathon 2018        | 2:08:08 | [ 29 ] |
| 10  | Chihiro Miyawaki   | Toyota                   | 2:08:45 | Tokio-Marathon 2018        | 2:08:45 | [ 30 ] |
| 11  | Kenji Yamamoto     | Mazda                    | 2:08:42 | Tokio-Marathon 2018        | 2:08:48 | [ 31 ] |
| 12  | Yūki Satō          | Nissin Foods             | 2:08:58 | Tokio-Marathon 2018        | 2:08:58 | [ 32 ] |
| 13  | Shōgo Nakamura     | Fujitsu                  | 2:08:16 | Biwa-See-Marathon 2018     | 2:10:51 | [ 33 ] |
| 14  | Naoki Okamoto      | EnerGia                  | 2:11:29 | Hokkaido-Marathon 2018     | 2:11:29 | [ 34 ] |
| 15  | Tomohiro Tanigawa  | Konica Minolta           | 2:11:39 | Hokkaido-Marathon 2018     | 2:12:03 | [ 35 ] |
| 16  | Shōhei Ōtsuka      | Kyudenko                 | 2:10:12 | Hokkaido-Marathon 2018     | 2:12:07 | [ 36 ] |
| 17  | Kentarō Nakamoto   | Yaskawa Denki            | 2:08:35 | Hokkaido-Marathon 2018     | 2:12:55 | [ 37 ] |
| 18  | Taku Fujimoto      | Toyota                   | 2:07:57 | Chicago-Marathon 2018      | 2:07:57 | [ 38 ] |
| 19  | Yūma Hattori       | Toyota                   | 2:07:26 | Fukuoka-Marathon 2018      | 2:07:26 | [ 39 ] |
| 20  | Hiroki Yamagishi   | GMO                      | 2:10:14 | Fukuoka-Marathon 2018      | 2:10:42 | [ 40 ] |
| 21  | Jo Fukuda          | Nishitetsu               | 2:09:52 | Fukuoka-Marathon 2018      | 2:10:54 | [ 41 ] |
| 22  | Kōhei Futaoka      | Chudenko                 | 2:09:15 | Beppu-Oita-Marathon 2019   | 2:09:15 | [ 42 ] |
| 23  | Ryō Hashimoto      | GMO                      | 2:09:29 | Beppu-Oita-Marathon 2019   | 2:09:29 | [ 43 ] |
| 24  | Yūji Iwata         | MHPS                     | 2:09:30 | Beppu-Oita-Marathon 2019   | 2:09:30 | [ 44 ] |
| 25  | Kensuke Horio      | Chuo-Universität         | 2:10:21 | Tokio-Marathon 2019        | 2:10:21 | [ 45 ] |
| 26  | Masato Imai        | Toyota Kyushu            | 2:07:39 | Tokio-Marathon 2019        | 2:10:30 | [ 46 ] |
| 27  | Takuya Fujikawa    | EnerGia                  | 2:10:35 | Tokio-Marathon 2019        | 2:10:35 | [ 47 ] |
| 28  | Daichi Kamino      | CellSource               | 2:10:18 | Tokio-Marathon 2018        | 2:10:18 | [ 48 ] |
| 28  | Daichi Kamino      | CellSource               | 2:10:18 | Tokio-Marathon 2019        | 2:11:05 | [ 48 ] |
| 29  | Hiroyuki Yamamoto  | Konica Minolta           | 2:09:12 | Biwa-See-Marathon 2019     | 2:10:33 | [ 49 ] |
| 30  | Daiji Kawai        | Toenec                   | 2:10:50 | Biwa-See-Marathon 2019     | 2:10:50 | [ 50 ] |
| 31  | Ryū Takaku         | Yakult                   | 2:10:02 | Gold-Coast-Marathon 2018   | 2:11:45 | [ 51 ] |
| 31  | Ryū Takaku         | Yakult                   | 2:10:02 | Hamburg-Marathon 2019      | 2:10:02 | [ 51 ] |
| 32  | Kōhei Ogino        | Fujitsu                  | 2:09:36 | Tokio-Marathon 2018        | 2:09:36 | [ 52 ] |
| 32  | Kōhei Ogino        | Fujitsu                  | 2:09:36 | Hamburg-Marathon 2019      | 2:10:15 | [ 52 ] |
| 33  | Tadashi Isshiki    | GMO                      | 2:09:43 | Tokio-Marathon 2018        | 2:09:43 | [ 53 ] |
| 33  | Tadashi Isshiki    | GMO                      | 2:09:43 | Hamburg-Marathon 2019      | 2:11:23 | [ 53 ] |
| 34  | Kengo Suzuki       | Fujitsu                  | 2:10:21 | Tokio-Marathon 2018        | 2:10:21 | [ 54 ] |
| 34  | Kengo Suzuki       | Fujitsu                  | 2:10:21 | Hamburg-Marathon 2019      | 2:11:36 | [ 54 ] |

### Frauen

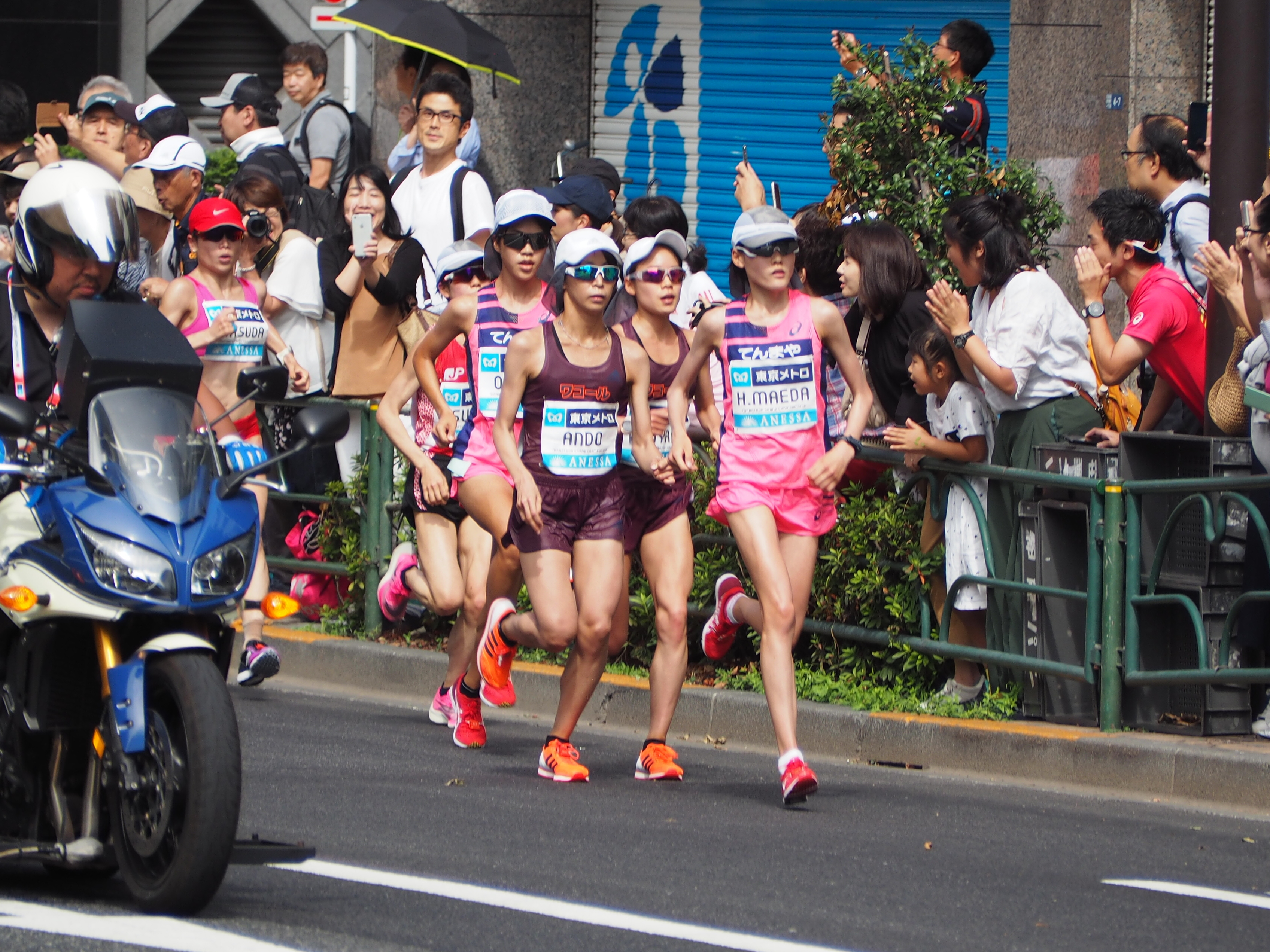
Führungsgruppe mit Matsuda, Suzuki, Ohara, Ando, Ichiyama und Maeda (v. l. n. r.)

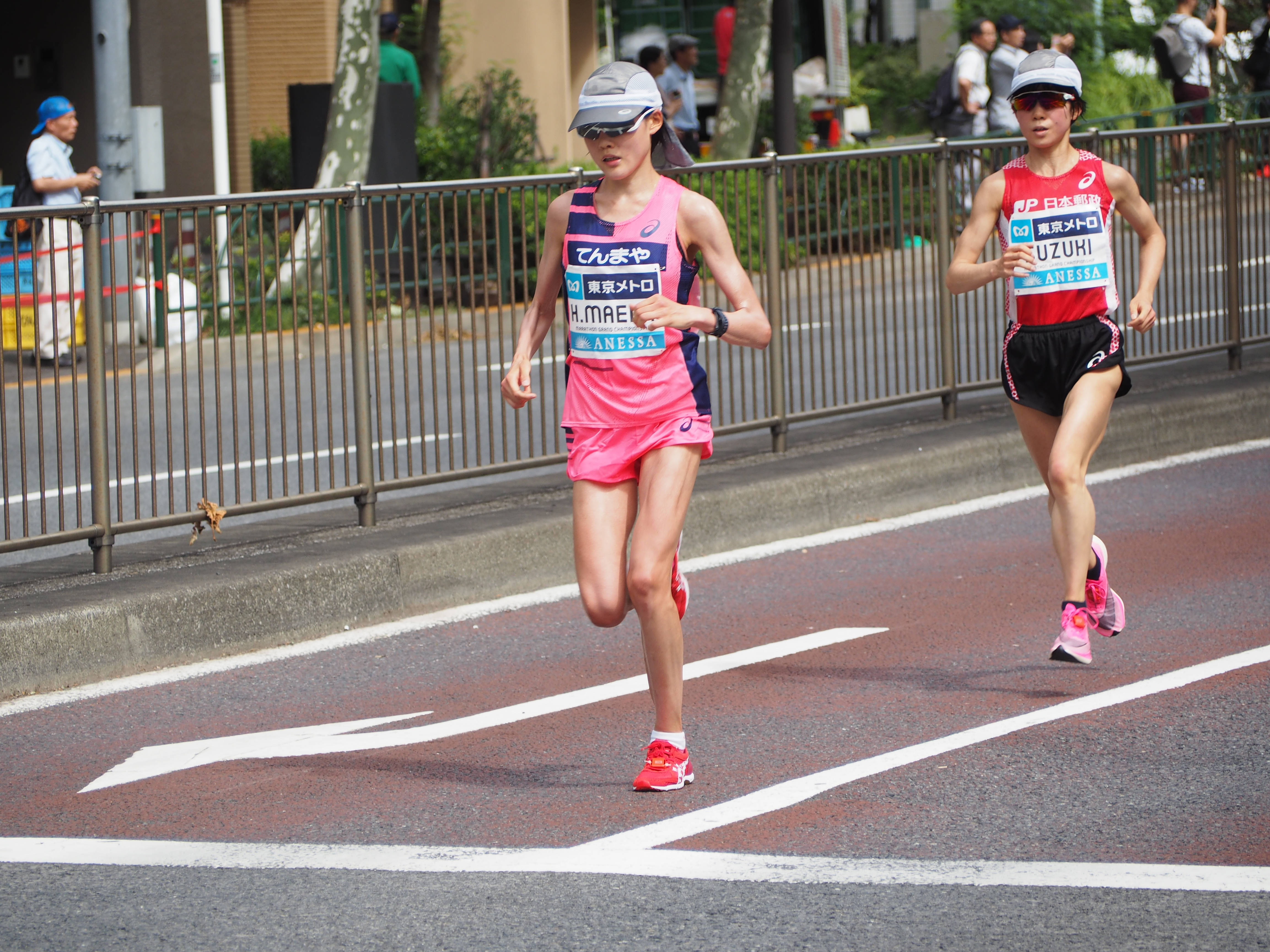
Siegerin Maeda vor Suzuki

 Wildcard
| Nr. | Läuferin        | Team                | PB      | Lauf                         | Zeit    | Ref    |
| --- | --------------- | ------------------- | ------- | ---------------------------- | ------- | ------ |
| 1   | Honami Maeda    | Tenmaya             | 2:23:48 | Hokkaido-Marathon 2017       | 2:28:48 | [ 55 ] |
| 2   | Mizuki Matsuda  | Daihatsu            | 2:22:23 | Osaka Women’s Marathon 2018  | 2:22:44 | [ 56 ] |
| 3   | Yuka Andō       | Suzuki Hamamatsu AC | 2:21:36 | Osaka Women’s Marathon 2018  | 2:27:37 | [ 57 ] |
| 4   | Hanami Sekine   | Japan Post          | 2:23:07 | Nagoya Women’s Marathon 2018 | 2:23:07 | [ 58 ] |
| 5   | Reia Iwade      | Under Armour        | 2:23:52 | Nagoya Women’s Marathon 2018 | 2:26:28 | [ 59 ] |
| 6   | Keiko Nogami    | Juhachi-Shinwa Bank | 2:26:33 | Nagoya Women’s Marathon 2018 | 2:26:33 | [ 60 ] |
| 7   | Ayuko Suzuki    | Japan Post          | 2:28:32 | Hokkaido-Marathon 2018       | 2:28:32 | [ 61 ] |
| 8   | Rei Ohara       | Tenmaya             | 2:23:20 | Nagoya Women’s Marathon 2018 | 2:27:44 | [ 62 ] |
| 8   | Rei Ohara       | Tenmaya             | 2:23:20 | Berlin-Marathon 2018         | 2:27:29 | [ 62 ] |
| 9   | Madoka Nakano   | Noritz              | 2:27:39 | Osaka Women’s Marathon 2019  | 2:27:39 | [ 63 ] |
| 10  | Kayoko Fukushi  | Wacoal              | 2:22:17 | Nagoya Women’s Marathon 2019 | 2:24:09 | [ 64 ] |
| 11  | Miyuki Uehara   | Dai-ichi Life       | 2:24:19 | Nagoya Women’s Marathon 2019 | 2:24:19 | [ 65 ] |
| 12  | Sairi Maeda     | Daihatsu            | 2:22:48 | Nagoya Women’s Marathon 2019 | 2:25:25 | [ 66 ] |
| 13  | Mizuki Tanimoto | Tenmaya             | 2:25:28 | Nagoya Women’s Marathon 2019 | 2:25:28 | [ 67 ] |
| 14  | Ayano Ikemitsu  | Kagoshima Bank      | 2:26:07 | Nagoya Women’s Marathon 2019 | 2:26:07 | [ 68 ] |
| 15  | Mao Ichiyama    | Wacoal              | 2:24:33 | Tokio-Marathon 2019          | 2:24:33 | [ 69 ] |
| 15  | Mao Ichiyama    | Wacoal              | 2:24:33 | London-Marathon 2019         | 2:27:27 | [ 69 ] |

## Rennverlauf

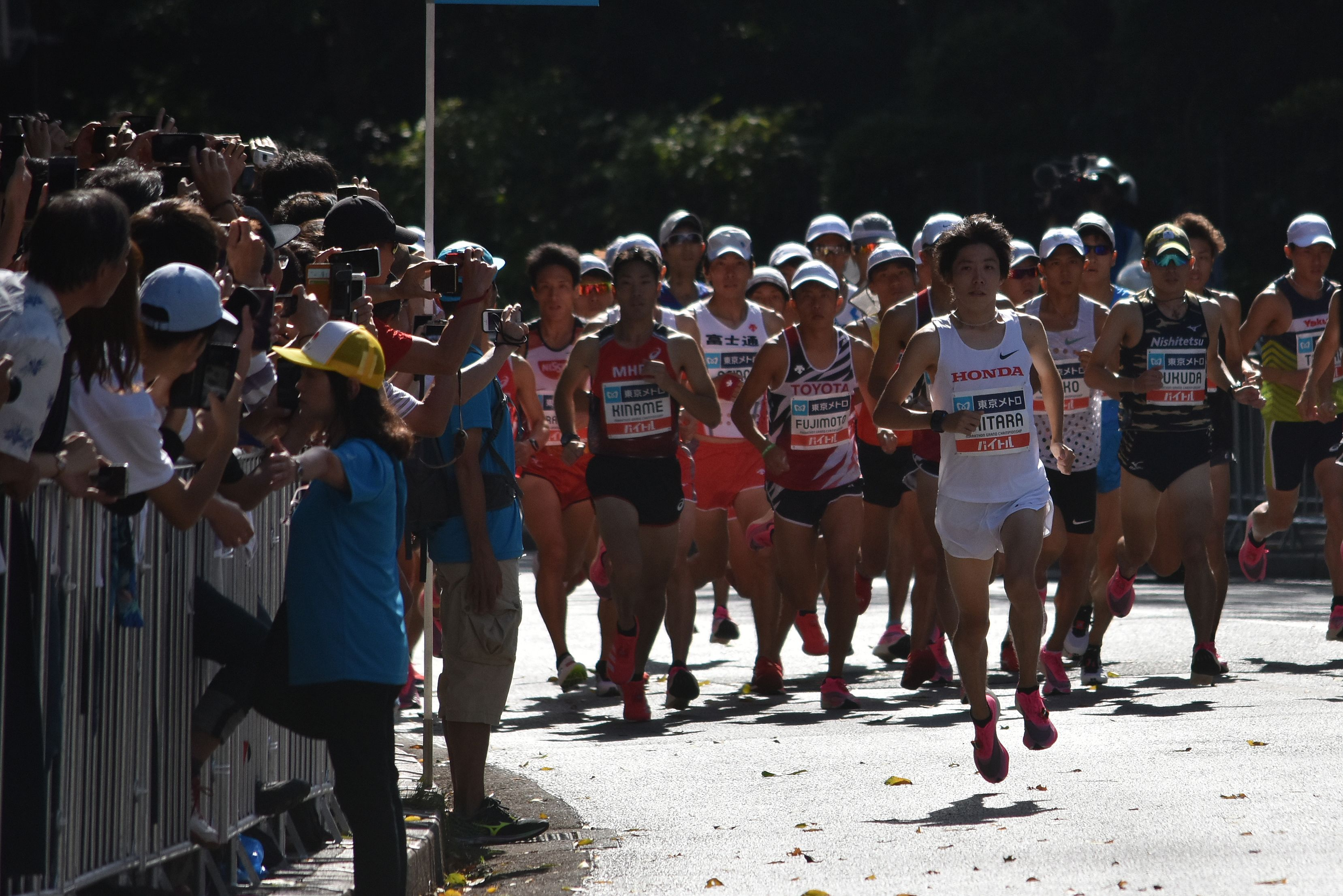
Männerfeld unmittelbar nach Start mit Yūta Shitara an der Spitze

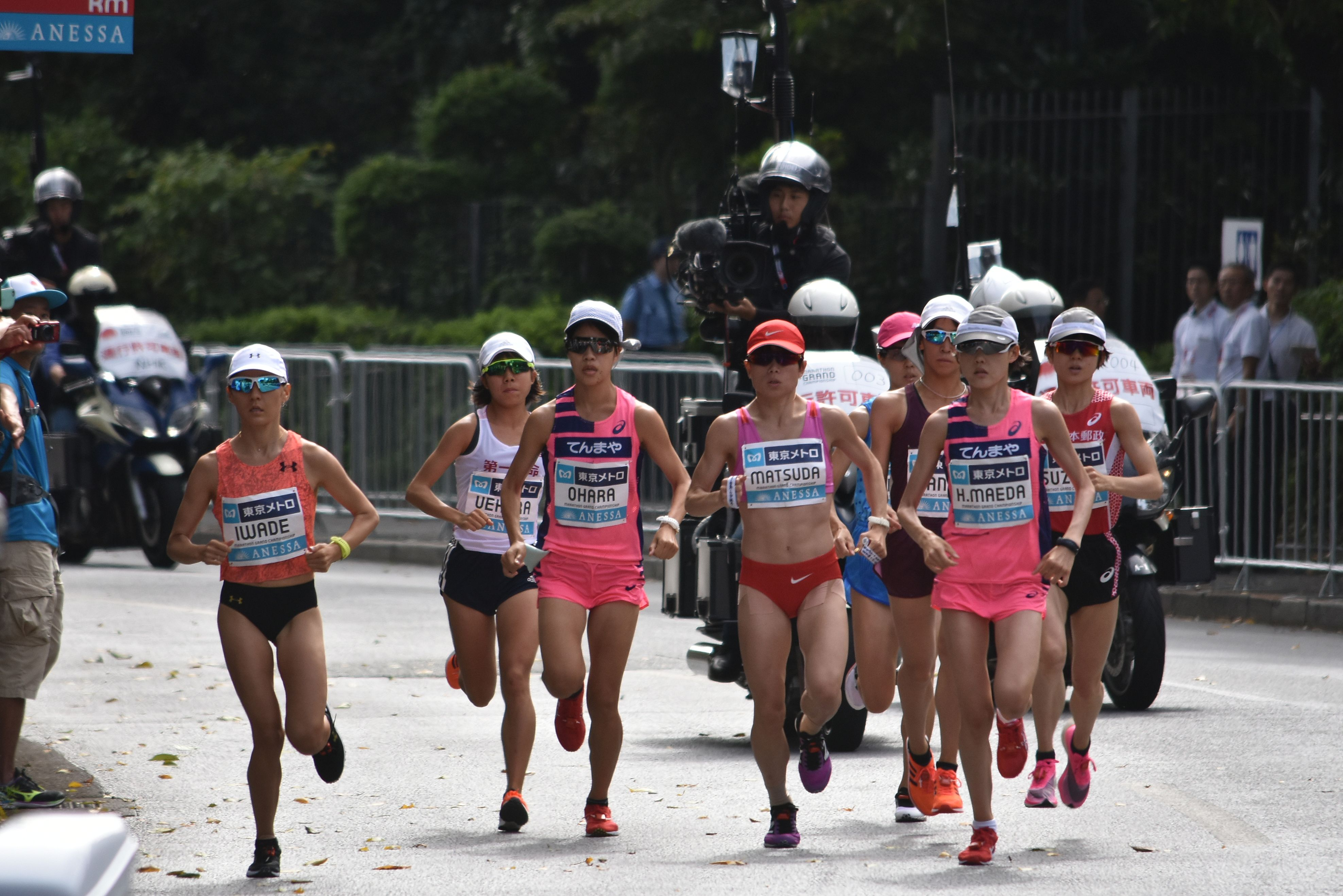
Frauenfeld unmittelbar nach Start

Die Startzeiten der Marathons waren am 15. September 2019 um 8:50 Uhr (Männer) und 9:10 Uhr (Frauen) Ortszeit, wobei der Männerstart aufgrund eines Problems mit der Startpistole 1:54 min verspätet erfolgte. Insgesamt starteten 40 Läufer, 30 bei den Männern und 10 bei den Frauen. Ihren Start abgesagt hatten neben den verletzten Tadashi Isshiki, Hanami Sekine und Sairi Maeda auch je drei Athleten pro Geschlecht, die stattdessen bei den Marathonläufen der Weltmeisterschaften 2019 in Doha am 27. September bzw. 5. Oktober starteten (Yūki Kawauchi, Hiroki Yamagishi, Kōhei Futaoka, Madoka Nakano, Mizuki Tanimoto und Ayano Ikemitsu). Die Bedingungen waren mit Temperaturen im Bereich von 24 bis 28 °C und 75 % Luftfeuchtigkeit wie in Tokio zu dieser Jahreszeit zu erwarten suboptimal.
Bei den Männer hatte Yūta Shitara, der im Qualifikationszeitraum Nationalrekord gelaufen war, diesen aber wieder von Suguru Ōsako abgenommen bekam, bereits im Vorhinein eine offensive Renngestaltung angekündigt. Seinen Worten entsprechend lief Shitara dem Wetter zu trotz gleich nach Start an der Spitze des Felds und setzte sich schnell ab. Bereits bei fünf Kilometern in 14:56 min betrug sein Vorsprung eine Minute, auch danach behielt er bis etwa zur Hälfte einen Schnitt von etwa drei Minuten pro Kilometer bei. Dort ging er nach 1:03:27 min mit zwei Minuten Vorsprung auf die Verfolger durch. Im Verfolgerfeld setzte sich in diesem Rennabschnitt zeitweise eine Gruppe mit Kengo Suzuki, Shōgo Nakamura, Yūma Hattori und Suguru Ōsako ab, diese wurde aber nach der 25-km-Marke wieder eingeholt. Bereits vor der Hälfte zurückgefallen war mit Hiroto Inoue der Läufer mit der drittbesten Bestzeit im Feld. Vorne wurde Shitara nun immer langsamer, sodass er nach gut 37 km von einer neunköpfigen Gruppe ein- und überholt wurde. Aus dieser startete Nakamura drei Kilometer vor Schluss eine Attacke, der nur Nationalrekordhalter Ōsako und Hattori annähernd folgen konnten. Ōsako schloss auf einem Bergabstück ein Kilometer vor Schluss noch einmal die Lücke, wurde danach aber wieder von Nakamura am letzten kurzen Anstieg distanziert. Nakamura siegte schließlich nach 2:11:28 h, dahinter konnte Hattori noch Ōsako einholen und belegte mit acht Sekunden Rückstand Rang 2. Ōsako folgte nach weiteren fünf Sekunden und verpasste damit die direkte Olympiaqualifikation. Die weiteren Plätze gingen mit Shōhei Ōtsuka, Ryō Hashimoto und Yoshiki Takenouchi an Läufer, die nach den Vorleistungen nicht zu den Favoriten gehört hatten, der lange führende Shitara erreichte das Ziel nach seinem Einbruch in 2:16:09 h als Sechzehnter.
Im Frauenrennen übernahm Mao Ichiyama am Anfang die Tempoarbeit, der 5-km-Split von 16:31 h ließ sich auf eine Endzeit unter 2:20 h hochrechnen. Anders als bei den Männern folgte nahezu das komplette Feld, sodass auch nach 10 km in 33:34 min noch sieben Läuferinnen zusammen waren. Danach setzte sich Honami Maeda an die Spitze des Feldes und dünnte mit gleichmäßigem Tempo die Gruppe weiter aus. Eines der ersten Opfer war Ichiyama, die sich im Folgejahr noch über eine schnelle Zeit ins Olympiateam laufen sollte. Bis zur Halbzeit in 1:11:05 h hatte Maeda auch ihre letzte Verfolgerin Ayuko Suzuki abgehängt, auf Platz 3 folgte Maedas Teamkollegin Rei Ohara. Diese Reihenfolge änderte sich im weiteren Rennverlauf nicht mehr. Maeda lief vorne einem einsamen Sieg entgegen, als einzige Läuferin im Feld blieb sie lange in der Nähe des hohen Anfangstempos, wenn auch sie am Ende langsamer wurde und schließlich nach 2:25:15 h gewann. Dahinter lag der Vorsprung von Suzuki auf Ohara bei zeitweise 40 s, Suzuki hatte am Ende aber große Probleme, sodass die ebenfalls schwer kämpfende Ohara in 2:29:06 h noch bis auf vier Sekunden herankam. Ohara verpasste somit wie bereits 2016, als sie den Endspurt um den Olympiaplatz gegen Tomomi Tanaka um eine Sekunde verlor, die direkte Olympiaqualifikation knapp. Im Einlauf folgte Mizuki Matsuda, die Läuferin mit der besten Vorleistung im Qualifikationszeitraum, und Keiko Nogami, die als einzige im Feld dem Anfangstempo nicht gefolgt war. Platz 6 belegte Ichiyama.

## Ergebnisse
Ergebnisse der Rennen mit 5-km-Splits.

### Männer
 Führender Läufer
| Platz | Läufer             | Team                | 5 km  | 10 km         | 15 km         | 20 km           | Halb    | 25 km           | 30 km           | 35 km           | 40 km           | Ziel           |
| ----- | ------------------ | ------------------- | ----- | ------------- | ------------- | --------------- | ------- | --------------- | --------------- | --------------- | --------------- | -------------- |
| 1     | Shōgo Nakamura     | Fujitsu             | 15:58 | 31:37 (15:39) | 47:13 (15:36) | 1:02:00 (14:47) | 1:05:28 | 1:17:23 (15:23) | 1:33:00 (15:37) | 1:49:12 (16:12) | 2:05:10 (15:58) | 2:11:28 (6:18) |
| 2     | Yūma Hattori       | Toyota              | 15:57 | 31:37 (15:40) | 47:12 (15:35) | 1:02:00 (14:48) | 1:05:28 | 1:17:21 (15:21) | 1:33:00 (15:39) | 1:49:12 (16:12) | 2:05:14 (16:02) | 2:11:36 (6:22) |
| 3     | Suguru Ōsako       | Nike Oregon Project | 15:57 | 31:37 (15:40) | 47:12 (15:35) | 1:02:00 (14:48) | 1:05:28 | 1:17:22 (15:22) | 1:33:00 (15:38) | 1:49:12 (16:12) | 2:05:15 (16:03) | 2:11:41 (6:26) |
| 4     | Shōhei Ōtsuka      | Kyudenko            | 15:59 | 31:38 (15:39) | 47:18 (15:40) | 1:02:25 (15:07) | 1:05:43 | 1:17:31 (15:06) | 1:33:00 (15:29) | 1:49:12 (16:12) | 2:05:21 (16:09) | 2:11:58 (6:37) |
| 5     | Ryō Hashimoto      | GMO                 | 15:58 | 31:38 (15:40) | 47:17 (15:39) | 1:02:23 (15:06) | 1:05:41 | 1:17:32 (15:09) | 1:33:00 (15:28) | 1:49:13 (16:13) | 2:05:22 (16:09) | 2:12:07 (6:45) |
| 6     | Yoshiki Takenouchi | NTT West            | 15:58 | 31:38 (15:40) | 47:14 (15:36) | 1:02:24 (15:10) | 1:05:42 | 1:17:33 (15:09) | 1:33:12 (15:39) | 1:49:13 (16:01) | 2:05:34 (16:21) | 2:12:31 (6:57) |
| 7     | Kengo Suzuki       | Fujitsu             | 15:58 | 31:37 (15:39) | 47:12 (15:35) | 1:02:00 (14:48) | 1:05:28 | 1:17:25 (15:25) | 1:33:00 (15:35) | 1:49:12 (16:12) | 2:05:31 (16:19) | 2:12:44 (7:13) |
| 8     | Kentarō Nakamoto   | Yaskawa Denki       | 15:58 | 31:38 (15:40) | 47:12 (15:34) | 1:02:24 (15:12) | 1:05:42 | 1:17:30 (15:06) | 1:33:12 (15:42) | 1:49:13 (16:01) | 2:05:38 (16:25) | 2:12:46 (7:08) |
| 9     | Taku Fujimoto      | Toyota              | 15:57 | 31:37 (15:40) | 47:14 (15:37) | 1:02:24 (15:10) | 1:05:42 | 1:17:23 (14:59) | 1:33:00 (15:37) | 1:49:13 (16:13) | 2:06:20 (17:07) | 2:13:58 (7:38) |
| 10    | Naoki Okamoto      | EnerGia             | 16:00 | 31:38 (15:38) | 47:17 (15:39) | 1:02:21 (15:04) | 1:05:42 | 1:17:52 (15:31) | 1:34:12 (16:20) | 1:50:54 (16:42) | 2:07:53 (16:59) | 2:14:55 (7:02) |
| 11    | Daisuke Uekado     | Otsuka Pharma       | 15:58 | 31:37 (15:39) | 47:13 (15:36) | 1:02:24 (15:11) | 1:05:42 | 1:17:46 (15:22) | 1:34:05 (16:19) | 1:50:55 (16:50) | 2:08:07 (17:12) | 2:15:08 (7:01) |
| 12    | Hiroyuki Yamamoto  | Konica Minolta      | 15:59 | 31:37 (15:38) | 47:18 (15:41) | 1:02:41 (15:23) | 1:06:05 | 1:18:34 (15:53) | 1:34:54 (16:20) | 1:51:30 (16:36) | 2:08:36 (17:06) | 2:15:52 (7:16) |
| 13    | Daiji Kawai        | Toenec              | 15:57 | 31:37 (15:40) | 47:13 (15:36) | 1:02:24 (15:11) | 1:05:43 | 1:17:45 (15:21) | 1:33:43 (15:58) | 1:50:19 (16:36) | 2:08:27 (18:08) | 2:15:56 (7:29) |
| 14    | Yūta Shitara       | Honda               | 14:56 | 29:52 (14:56) | 44:59 (15:07) | 1:00:04 (15:05) | 1:03:27 | 1:15:33 (15:29) | 1:31:43 (16:10) | 1:48:37 (16:54) | 2:07:14 (18:37) | 2:16:09 (8:55) |
| 15    | Kensuke Horio      | Toyota              | 15:57 | 31:37 (15:40) | 47:12 (15:35) | 1:02:24 (15:12) | 1:05:43 | 1:17:46 (15:22) | 1:34:12 (16:26) | 1:51:13 (17:01) | 2:08:54 (17:41) | 2:16:21 (7:27) |
| 16    | Kenji Yamamoto     | Mazda               | 15:57 | 31:37 (15:40) | 47:12 (15:35) | 1:02:24 (15:12) | 1:05:43 | 1:17:44 (15:20) | 1:34:11 (16:27) | 1:51:11 (17:00) | 2:09:04 (17:53) | 2:16:44 (7:40) |
| 17    | Daichi Kamino      | CellSource          | 15:59 | 31:38 (15:39) | 47:13 (15:35) | 1:02:26 (15:13) | 1:05:43 | 1:18:13 (15:47) | 1:34:56 (16:43) | 1:52:09 (17:13) | 2:09:55 (17:46) | 2:17:40 (7:45) |
| 18    | Ryo Kiname         | MHPS                | 15:58 | 31:37 (15:39) | 47:38 (16:01) | 1:03:37 (15:59) | 1:07:07 | 1:19:50 (16:13) | 1:36:48 (16:58) | 1:54:01 (17:13) | 2:11:26 (17:25) | 2:18:51 (7:25) |
| 19    | Tomohiro Tanigawa  | Konica Minolta      | 16:00 | 31:51 (15:51) | 48:27 (16:36) | 1:04:33 (16:06) | 1:08:05 | 1:20:32 (15:59) | 1:36:53 (16:21) | 1:53:37 (16:44) | 2:11:22 (17:45) | 2:18:56 (7:34) |
| 20    | Yūji Iwata         | MHPS                | 15:57 | 31:37 (15:40) | 47:14 (15:37) | 1:02:35 (15:21) | 1:06:13 | 1:19:38 (17:03) | 1:37:18 (17:40) | 1:54:50 (17:32) | 2:12:28 (17:38) | 2:19:45 (7:17) |
| 21    | Akinobu Murasawa   | Nissin Foods        | 15:57 | 31:37 (15:40) | 47:38 (16:01) | 1:03:36 (15:58) | 1:07:08 | 1:20:02 (16:26) | 1:37:20 (17:18) | 1:54:54 (17:34) | 2:12:27 (17:33) | 2:19:52 (7:25) |
| 22    | Jo Fukuda          | Nishitetsu          | 15:58 | 31:37 (15:39) | 47:39 (16:02) | 1:04:15 (16:36) | 1:07:51 | 1:20:53 (16:38) | 1:37:45 (16:52) | 1:54:51 (17:06) | 2:12:29 (17:38) | 2:19:55 (7:26) |
| 23    | Yūki Satō          | Nissin Foods        | 15:56 | 31:37 (15:41) | 47:14 (15:37) | 1:02:24 (15:10) | 1:05:42 | 1:17:32 (15:08) | 1:34:12 (16:40) | 1:51:52 (17:40) | 2:11:46 (19:54) | 2:20:13 (8:27) |
| 24    | Takuya Fujikawa    | EnerGia             | 15:59 | 31:38 (15:39) | 47:18 (15:40) | 1:03:03 (15:45) | 1:06:47 | 1:19:59 (16:56) | 1:37:20 (17:21) | 1:54:55 (17:35) | 2:12:35 (17:40) | 2:20:35 (8:00) |
| 25    | Masato Imai        | Toyota Kyushu       | 15:59 | 31:38 (15:39) | 47:38 (16:00) | 1:03:58 (16:20) | 1:07:37 | 1:20:54 (16:56) | 1:37:45 (16:51) | 1:54:50 (17:05) | 2:13:05 (18:15) | 2:21:15 (8:10) |
| 26    | Hayato Sonoda      | Krosaki Harima      | 15:58 | 31:37 (15:39) | 47:38 (16:01) | 1:03:49 (16:11) | 1:07:26 | 1:20:39 (16:50) | 1:37:55 (17:16) | 1:55:23 (17:28) | 2:13:49 (18:26) | 2:21:51 (8:02) |
| 27    | Hiroto Inoue       | MHPS                | 15:59 | 31:36 (15:37) | 47:18 (15:42) | 1:03:12 (15:54) | 1:06:54 | 1:20:08 (16:56) | 1:37:20 (17:12) | 1:54:56 (17:36) | 2:13:50 (18:54) | 2:22:10 (8:20) |
|       | Ryū Takaku         | Yakult              | 15:58 | 31:36 (15:38) | 47:12 (15:36) | 1:02:24 (15:12) | 1:05:43 | 1:17:54 (15:30) | 1:35:34 (17:40) |                 |                 | DNF            |
|       | Kōhei Ogino        | Fujitsu             | 15:58 | 31:37 (15:39) | 47:13 (15:36) | 1:03:26 (16:13) | 1:07:07 | 1:20:28 (17:02) | 1:38:14 (17:46) |                 |                 | DNF            |
|       | Chihiro Miyawaki   | Toyota              | 15:56 | 31:37 (15:41) | 47:13 (15:36) | 1:03:03 (15:50) | 1:06:39 |                 |                 |                 |                 | DNF            |

### Frauen
 Führende Läuferin
| Platz | Läuferin       | Team                | 5 km  | 10 km         | 15 km         | 20 km           | Halb    | 25 km           | 30 km           | 35 km           | 40 km           | Ziel           |
| ----- | -------------- | ------------------- | ----- | ------------- | ------------- | --------------- | ------- | --------------- | --------------- | --------------- | --------------- | -------------- |
| 1     | Honami Maeda   | Tenmaya             | 16:31 | 33:34 (17:03) | 50:40 (17:06) | 1:07:27 (16:47) | 1:11:05 | 1:24:08 (16:41) | 1:41:20 (17:12) | 1:58:53 (17:33) | 2:17:19 (18:26) | 2:25:15 (7:56) |
| 2     | Ayuko Suzuki   | Japan Post          | 16:31 | 33:35 (17:04) | 50:41 (17:06) | 1:07:29 (16:48) | 1:11:14 | 1:24:46 (17:17) | 1:42:42 (17:56) | 2:00:53 (18:11) | 2:20:07 (19:14) | 2:29:02 (8:55) |
| 3     | Rei Ohara      | Tenmaya             | 16:31 | 33:35 (17:04) | 50:40 (17:05) | 1:07:38 (16:58) | 1:11:23 | 1:25:00 (17:22) | 1:43:10 (18:10) | 2:01:32 (18:22) | 2:20:40 (19:08) | 2:29:06 (8:26) |
| 4     | Mizuki Matsuda | Daihatsu            | 16:42 | 33:35 (16:53) | 50:44 (17:09) | 1:08:19 (17:35) | 1:12:06 | 1:25:38 (17:19) | 1:43:39 (18:01) | 2:02:24 (18:45) | 2:21:43 (19:19) | 2:29:51 (8:08) |
| 5     | Keiko Nogami   | Juhachi-Shinwa Bank | 17:17 | 34:41 (17:24) | 52:28 (17:47) | 1:09:59 (17:31) | 1:13:54 | 1:28:01 (18:02) | 1:46:26 (18:25) | 2:04:52 (18:26) | 2:23:21 (18:29) | 2:31:14 (7:53) |
| 6     | Mao Ichiyama   | Wacoal              | 16:31 | 33:34 (17:03) | 51:04 (17:30) | 1:09:13 (18:09) | 1:13:14 | 1:27:45 (18:32) | 1:46:46 (19:01) | 2:05:28 (18:42) | 2:24:17 (18:49) | 2:32:30 (8:13) |
| 7     | Kayoko Fukushi | Wacoal              | 16:32 | 33:35 (17:03) | 50:41 (17:06) | 1:07:50 (17:09) | 1:11:40 | 1:25:51 (18:01) | 1:44:46 (18:55) | 2:04:05 (19:19) | 2:24:33 (20:28) | 2:33:29 (8:56) |
| 8     | Yuka Andō      | Wacoal              | 16:31 | 33:35 (17:04) | 50:40 (17:05) | 1:07:52 (17:12) | 1:11:49 | 1:26:19 (18:27) | 1:45:41 (19:22) | 2:05:56 (20:15) | 2:27:11 (21:15) | 2:36:29 (9:18) |
| 9     | Reia Iwade     | Under Armour        | 16:32 | 33:51 (17:19) | 52:09 (18:18) | 1:10:16 (18:07) | 1:14:19 | 1:29:25 (19:09) | 1:50:04 (20:39) | 2:11:54 (21:50) | 2:32:44 (20:50) | 2:41:22 (8:38) |
|       | Miyuki Uehara  | Dai-ichi Life       | 16:32 | 33:41 (17:09) | 52:06 (18:25) | 1:10:53 (18:47) | 1:15:15 | 1:31:12 (20:19) | 1:53:12 (22:00) |                 |                 | DNF            |

## Zuschauerzahlen
Der Marathon Grand Championship wurde gemeinsam von den Fernsehsendern TBS und NHK live übertragen, wobei TBS das Männer- und NHK das Frauenrennen zeigte. Vor dem Start sendete man dieselben Bilder und während der Läufe wurde kurzzeitig zu der Übertragung des jeweilig anderen Senders gewechselt, um die dortigen Entwicklungen mitzubekommen. Die Einschaltquoten betrugen 16,4 % für den Männerlauf und 13,5 % für das Frauenrennen.
Die Anzahl der am Streckenrand versammelten Zuschauer wurde vom Veranstalter mit 525.000 angegeben.

## MGC Final Challenge

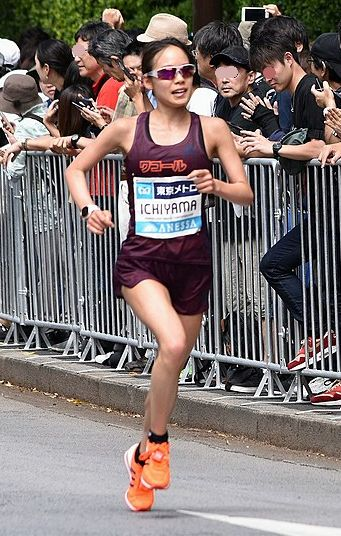
Mao Ichiyama während des Marathon Grand Championship

Im Rahmen der sogenannten MGC Final Challenge konnten die drittplatzierten Läufer des Marathon Grand Championship noch verdrängt werden. Voraussetzung dafür war die Unterbietung von den schnellsten in der Qualifikationsperiode erzielten Zeiten, bei den Männern war dies Suguru Ōsakos Nationalrekord von 2:05:50 h und bei den Frauen Mizuki Matsudas 2:22:23 h. Diese Verbesserung musste bei einem von drei pro Geschlecht festgelegten einheimischen Marathonrennen von Läufern, die am MGC-Rennen oder mindestens an einem Lauf der MGC Series teilgenommen hatten, geschehen. Die ersten Gelegenheiten dafür ergaben sich bereits im Dezember für die Männer beim Fukuoka-Marathon und für die Frauen beim Saitama-Marathon. Während bei den Frauen schon im Vorhinein keine Läuferin gemeldet hatte, die eine solche Zeit angreifen wollte – schnellste Japanerin wurde am Ende Kaori Yoshida in 2:35:15 min –, lief bei den Männern eine Gruppe das erforderliche Tempo an, hatte am Ende aber keinen Erfolg. Bester Japaner wurde Taku Fujimoto in 2:09:36 h. Beim Osaka Women’s Marathon Ende Januar 2020 konnte dann Mizuki Matsuda als Siegerin in 2:21:47 h schneller als die erforderliche Zeit laufen. Die Dritte des Marathon Grand Championship Rei Ohara trat ebenfalls an, erwischte aber keinen guten Tag und erreichte das Ziel nach 2:28:12 h mit deutlichen Rückstand. Aber auch Matsuda wurde wieder verdrängt, denn Mao Ichiyama gewann den Nagoya Women’s Marathon am 8. März mit noch einmal schnelleren 2:20:29 h. Ichiyama gelangte so ins Olympiateam, Ohara und Matsuda blieben gemäß den Regularien durch Platz 3 und 4 beim MGC die Rolle als Ersatzläuferinnen.
Auf Männerseite war der Tokio-Marathon am 1. März das zweite der drei Rennen. Hier trat der MGC-Dritte Ōsako selbst an, um seinen Platz zu verteidigen, außerdem am Start waren unter anderem der vorherige Nationalrekordhalter Yūta Shitara und Hiroto Inoue. Inoue und Ōsako passierten im Rennen zusammen mit der Spitzengruppe die Halbmarathonmarke nach 1:02:00 h, aber auch eine gut zwanzigköpfige rein japanische Verfolgergruppe um Shitara lag zu diesem Zeitpunkt mit etwa 20 s Rückstand noch deutlich im Bereich der erforderlichen Zeit. Auf der zweiten Hälfte fiel zunächst Ōsako vorne zurück und drohte von der Verfolgergruppe eingesammelt zu werden, berappelte sich aber wieder und verbesserte am Ende seinen Nationalrekord als Vierter im Gesamteinlauf auf 2:05:29 h. Inoue hatte am Ende große Probleme und wurde in 2:09:34 h noch auf Rang 26 durchgereicht, genauso konnte auch die Verfolgergruppe ihr Tempo nicht halten, wenn auch siebzehn weitere Japaner neben Ōsako und Inoue eine Zeit von unter 2:10 h ins Ziel brachten. Der Gruppenschnellste Ryū Takaku hätte jedoch auch ohne Ōsako die erforderliche Zeit mit 2:06:45 h verpasst. Ōsakos nun gefestigter Platz geriet auch eine Woche später beim Biwa-See-Marathon nicht mehr in Gefahr, schnellster Japaner war dort bei Dauerregen Naoya Sakuda in 2:08:59 h. Ersatzläufer für Olympia wurden somit Shōhei Ōtsuka und Ryō Hashimoto, die beim MGC Platz 4 und 5 belegt hatten.